# Perga leaski
Perga leaski – gatunek błonkówki z rodziny Pergidae.

## Taksonomia
Gatunek ten został opisany w 1958 roku przez R. Bensona. Jako miejsce typowe podano australijskie miasto Clunes. Holotypem była samica.

## Zasięg występowania
Australia. Notowana w stanie Wiktoria.